# Französische Rugby-Union-Meisterschaft 2013/14
Die Saison 2013/14 war die 115. Austragung der französischen Rugby-Union-Meisterschaft (französisch Championnat de France de rugby à XV). Sie umfasste 14 Mannschaften in der obersten Liga Top 14 und 16 Mannschaften in der zweithöchsten Liga Pro D2.

## Top 14
Die reguläre Saison der Top 14 umfasste 26 Spieltage (je eine Vor- und Rückrunde). Sie begann am 17. August 2013 und dauerte bis zum 3. Mai 2014. Die zwei bestplatzierten Mannschaften qualifizierten sich direkt für das Halbfinale und trafen dort auf die Gewinner der Viertelfinalspiele, die zwischen den Dritt- bis Sechstplatzierten ausgetragen wurden. Im Endspiel, das am 31. Mai 2014 im Stade de France in Saint-Denis stattfand, trafen die zwei Halbfinalsieger aufeinander und spielten um den Bouclier de Brennus. Dabei setzte sich der RC Toulon gegen Titelverteidiger Castres Olympique durch und errang zum vierten Mal den Meistertitel. Biarritz Olympique und die USA Perpignan mussten in die Pro D2 absteigen.

### Tabelle
M = Amtierender Meister

A = Aufsteiger
|     | Team                      | Spiele | Siege | Unent. | Ndlg. | Spiel- punkte | Diff. | Bonus- punkte | Tabellen- punkte |
| --- | ------------------------- | ------ | ----- | ------ | ----- | ------------- | ----- | ------------- | ---------------- |
| 01. | RC Toulon                 | 26     | 16    | 1      | 9     | 660:466       | + 194 | 11            | 77               |
| 02. | Montpellier Hérault Rugby | 26     | 15    | 1      | 10    | 670:525       | + 145 | 14            | 76               |
| 03. | ASM Clermont Auvergne     | 26     | 15    | 1      | 10    | 659:500       | + 159 | 11            | 73               |
| 04. | Stade Toulousain          | 26     | 13    | 2      | 11    | 548:442       | + 106 | 13            | 69               |
| 05. | Racing Métro 92           | 26     | 15    | 2      | 9     | 459:448       | + 11  | 5             | 69               |
| 06. | Castres Olympique (M)     | 26     | 13    | 2      | 11    | 567:488       | + 79  | 10            | 66               |
| 07. | Stade Français            | 26     | 14    | 1      | 11    | 529:496       | + 33  | 7             | 65               |
| 08. | Union Bordeaux Bègles     | 26     | 13    | 0      | 13    | 629:573       | + 56  | 12            | 64               |
| 09. | CA Brive (A)              | 26     | 11    | 2      | 13    | 473:476       | − 3   | 13            | 61               |
| 10. | Aviron Bayonnais          | 26     | 11    | 1      | 14    | 424:549       | − 125 | 8             | 54               |
| 11. | FC Grenoble               | 26     | 11    | 2      | 13    | 465:625       | − 160 | 5             | 53               |
| 12. | US Oyonnax (A)            | 26     | 11    | 1      | 14    | 456:562       | − 106 | 5             | 51               |
| 13. | USA Perpignan             | 26     | 10    | 1      | 15    | 486:593       | − 107 | 9             | 51               |
| 14. | Biarritz Olympique        | 26     | 5     | 1      | 20    | 374:656       | − 282 | 8             | 30               |

Die Punkte werden wie folgt verteilt:
- 5 Punkte bei einem Forfaitsieg
- 4 Punkte bei einem Sieg
- 2 Punkte bei einem Unentschieden
- 0 Punkte bei einer Niederlage (vor möglichen Bonuspunkten)
- −2 Punkte bei einer Forfaitniederlage
- 1 Bonuspunkt bei drei Versuchen mehr als der Gegner
- 1 Bonuspunkt bei einer Niederlage mit weniger als sieben Punkten Unterschied

### Finalphase

#### Viertelfinale
| 9. Mai 2014 20:45 MESZ | Stade Toulousain                                                                          | 16 : 21        | Racing Métro 92                                           | Stade Ernest-Wallon, Toulouse Zuschauer: 18.500 Schiedsrichter: Jérôme Garcès |
| 9. Mai 2014 20:45 MESZ | Versuche: Gear 43. erh. Erhöhungen: Doussain (1/1) Straftritte: Doussain (3) 4., 50., 58. | (3:12) Bericht | Straftritte: Sexton (7) 11., 16., 26., 31., 56., 62., 76. | Stade Ernest-Wallon, Toulouse Zuschauer: 18.500 Schiedsrichter: Jérôme Garcès |

| 10. Mai 2014 16:30 MESZ | ASM Clermont Auvergne                                                                 | 16 : 22       | Castres Olympique                                                                                   | Stade Marcel-Michelin, Clermont-Ferrand Zuschauer: 18.000 Schiedsrichter: Romain Poite |
| 10. Mai 2014 16:30 MESZ | Versuche: Chouly 77. erh. Erhöhungen: James (1/1) Straftritte: James (3) 4., 25., 32. | (9:6) Bericht | Versuche: Lamerat 62. erh. Erhöhungen: Kockott (1/1) Straftritte: Kockott (5) 6., 8., 47., 50., 67. | Stade Marcel-Michelin, Clermont-Ferrand Zuschauer: 18.000 Schiedsrichter: Romain Poite |

#### Halbfinale
| 16. Mai 2014 20:45 MESZ | RC Toulon | 16 : 6        | Racing Métro 92                  | Stade Pierre-Mauroy, Villeneuve-d’Ascq Zuschauer: 48.982 Schiedsrichter: Mathieu Raynal |
| 16. Mai 2014 20:45 MESZ | Versuche: Giteau 12. erh. Erhöhungen: Wilkinson (1/1) Straftritte: Wilkinson (2) 45. 57. Dropgoals: Wilkinson (1) 71. | (7:6) Bericht | Straftritte: Sexton (2) 16., 32. | Stade Pierre-Mauroy, Villeneuve-d’Ascq Zuschauer: 48.982 Schiedsrichter: Mathieu Raynal |

| 17. Mai 2014 16:30 MESZ | Montpellier Hérault Rugby                                                                                                   | 19 : 22 n. V.          | Castres Olympique | Stade Pierre-Mauroy, Villeneuve-d’Ascq Zuschauer: 49.257 Schiedsrichter: Pascal Gaüzère |
| 17. Mai 2014 16:30 MESZ | Versuche: Ranger 33. erh. Erhöhungen: Trinh-Duc (1/1) Straftritte: Trinh-Duc (3) 54., 57., 64. Dropgoals: Trinh-Duc (1) 15. | (10:13, 19:19) Bericht | Versuche: Claassen 31. erh. Erhöhungen: Kockott (1/1) Straftritte: Kockott (4) 4., 22., 44., 66. Dropgoals: Bai (1) 90. | Stade Pierre-Mauroy, Villeneuve-d’Ascq Zuschauer: 49.257 Schiedsrichter: Pascal Gaüzère |

#### Finale
| 31. Mai 2014 21:00 MESZ | RC Toulon                                                                                           | 18 : 10         | Castres Olympique                                                                 | Stade de France, Saint-Denis Zuschauer: 80.174 Schiedsrichter: Christophe Berdos |
| 31. Mai 2014 21:00 MESZ | Straftritte: Wilkinson (4/4) 8., 23., 32., 54. D. Armitage (1/1) 74. Dropgoals: Wilkinson (1/1) 36. | (12:10) Bericht | Versuche: Evans 12. erh. Erhöhungen: Kockott (1/1) Straftritte: Kockott (1/4) 29. | Stade de France, Saint-Denis Zuschauer: 80.174 Schiedsrichter: Christophe Berdos |

| 15                 | Delon Armitage              |     |
| 14                 | Drew Mitchell               |     |
| 13                 | Mathieu Bastareaud          |     |
| 12                 | Matt Giteau                 |     |
| 11                 | Bryan Habana                |     |
| 10                 | Jonny Wilkinson             |     |
| 09                 | Sébastien Tillous-Borde     |     |
| 08                 | Steffon Armitage            |     |
| 07                 | Juan Martín Fernández Lobbe |     |
| 06                 | Juan Smith                  |     |
| 05                 | Ali Williams                |     |
| 04                 | Bakkies Botha               | 58. |
| 03                 | Carl Hayman                 | 66. |
| 02                 | Craig Burden                | 29. |
| 01                 | Xavier Chiocci              | 51. |
| Auswechselspieler: |                             |     |
| 16                 | Jean-Charles Orioli         | 29. |
| 17                 | Alexandre Menini            | 51. |
| 18                 | Jocelino Suta               | 58. |
| 19                 | Danie Rossouw               |     |
| 20                 | Virgile Bruni               |     |
| 21                 | Maxime Mermoz               |     |
| 22                 | Michael Claassens           |     |
| 23                 | Martin Castrogiovanni       | 66. |

| 15                 | Brice Dulin         |                 |
| 14                 | Max Evans           |                 |
| 13                 | Romain Cabannes     | 63.             |
| 12                 | Rémi Lamerat        |                 |
| 11                 | Rémy Grosso         |                 |
| 10                 | Rémi Talès          | 20. bis 25. 67. |
| 09                 | Rory Kockott        | 77.             |
| 08                 | Antonie Claassen    |                 |
| 07                 | Yannick Caballero   | 52.             |
| 06                 | Puila Faasalele     |                 |
| 05                 | Rodrigo Capó Ortega |                 |
| 04                 | Richie Gray         | 52.             |
| 03                 | Ramiro Herrera      | 74.             |
| 02                 | Brice Mach          | 58.             |
| 01                 | Yannick Forestier   | 51.             |
| Auswechselspieler: |                     |                 |
| 16                 | Mathieu Bonello     | 58.             |
| 17                 | Saimone Taumoepeau  | 51.             |
| 18                 | Christophe Samson   | 52.             |
| 19                 | Jannie Bornman      | 52.             |
| 20                 | Cédric Garcia       | 77.             |
| 21                 | Seremaia Bai        | 63.             |
| 22                 | Daniel Kirkpatrick  | 20. 25. 67.     |
| 23                 | Mihaita Lazăr       | 74.             |

### Statistik

#### Meiste erzielte Versuche
|    | Name               | Versuche | Verein                    |
| -- | ------------------ | -------- | ------------------------- |
| 1. | Metuisela Talebula | 14       | Union Bordeaux Bègles     |
| 2. | Silvère Tian       | 11       | US Oyonnax                |
| 3. | Timoci Nagusa      | 10       | Montpellier Hérault Rugby |
| 4. | Matt Giteau        | 9        | RC Toulon                 |
| 4. | Sofiane Guitoune   | 9        | USA Perpignan             |

#### Meiste erzielte Punkte
|    | Name                 | Punkte | Versuche | Erhöhungen | Penaltys | Dropkicks | Verein                |
| -- | -------------------- | ------ | -------- | ---------- | -------- | --------- | --------------------- |
| 1. | Gaëtan Germain       | 285    | 3        | 24         | 74       | 0         | CA Brive              |
| 2. | Pierre Bernard       | 280    | 0        | 35         | 68       | 2         | Union Bordeaux Bègles |
| 3. | Jonny Wilkinson      | 241    | 1        | 22         | 58       | 6         | RC Toulon             |
| 4. | Benjamín Urdapilleta | 232    | 1        | 19         | 61       | 2         | US Oyonnax            |
| 5. | James Hook           | 231    | 0        | 21         | 61       | 2         | USA Perpignan         |

## Pro D2
Die reguläre Saison der Pro D2 umfasste 30 Spieltage (je eine Vor- und Rückrunde). Sie begann am 31. August 2013 und dauerte bis zum 24. Mai 2014. Als bestplatzierte Mannschaft stieg Lyon Olympique Universitaire direkt in die Top 14 auf. Die Mannschaften auf den Plätzen 2 bis 5 bestritten ein Playoff und den zweiten Aufstiegsplatz. Diesen sicherte sich Atlantique Stade Rochelais. Der FC Auch und die US Bressane mussten in die Amateurliga Fédérale 1 absteigen.

### Tabelle
T = Absteiger Top 14

F = Aufsteiger Fédérale 1
|     | Team                         | Spiele | Siege | Unent. | Ndlg. | Spiel- punkte | Diff. | Bonus- punkte | Tabellen- punkte |
| --- | ---------------------------- | ------ | ----- | ------ | ----- | ------------- | ----- | ------------- | ---------------- |
| 01. | Lyon Olympique Universitaire | 30     | 25    | 0      | 5     | 877:480       | + 397 | 17            | 117              |
| 02. | SU Agen (T)                  | 30     | 21    | 0      | 9     | 774:534       | + 240 | 14            | 98               |
| 03. | Atlantique Stade Rochelais   | 30     | 21    | 1      | 8     | 723:476       | + 247 | 12            | 98               |
| 04. | Section Paloise              | 30     | 20    | 1      | 9     | 635:503       | + 132 | 11            | 93               |
| 05. | RC Narbonne                  | 30     | 18    | 1      | 11    | 801:603       | + 198 | 14            | 88               |
| 06. | Tarbes Pyrénées Rugby        | 30     | 17    | 1      | 12    | 658:577       | + 81  | 10            | 80               |
| 07. | Stade Montois (T)            | 30     | 12    | 3      | 15    | 597:575       | + 22  | 14            | 68               |
| 08. | CS Bourgoin-Jallieu (F)      | 30     | 13    | 2      | 15    | 597:598       | − 1   | 11            | 67               |
| 09. | Colomiers Rugby              | 30     | 13    | 2      | 15    | 568:532       | + 36  | 10            | 66               |
| 10. | AS Béziers                   | 30     | 11    | 1      | 18    | 521:688       | − 167 | 140           | 60               |
| 11. | Stade Aurillacois            | 30     | 12    | 0      | 18    | 602:709       | − 107 | 11            | 59               |
| 12. | SC Albi                      | 30     | 11    | 2      | 17    | 603:728       | − 125 | 6             | 54               |
| 13. | US Dax                       | 30     | 11    | 2      | 17    | 457:705       | − 248 | 5             | 53               |
| 14. | US Carcassonne               | 30     | 10    | 0      | 20    | 580:795       | − 215 | 10            | 50               |
| 15. | FC Auch                      | 30     | 8     | 3      | 19    | 485:759       | − 274 | 6             | 44               |
| 16. | US Bressane (F)              | 30     | 7     | 1      | 22    | 537:753       | − 216 | 11            | 41               |

Die Punkte werden wie folgt verteilt:
- 5 Punkte bei einem Forfaitsieg
- 4 Punkte bei einem Sieg
- 2 Punkte bei einem Unentschieden
- 0 Punkte bei einer Niederlage (vor möglichen Bonuspunkten)
- −2 Punkte bei einer Forfaitniederlage
- 1 Bonuspunkt bei drei Versuchen mehr als der Gegner
- 1 Bonuspunkt bei einer Niederlage mit weniger als sieben Punkten Unterschied

### Playoff um den zweiten Aufstiegsplatz
Halbfinale
| 18. Mai 2014 | SU Agen | 25 : 17 | RC Narbonne | Stade Armandie, Agen |
| 18. Mai 2014 |         |         |             | Stade Armandie, Agen |

| 18. Mai 2014 | Atlantique Stade Rochelais | 35 : 18 | Section Paloise | Stade Marcel-Deflandre, La Rochelle |
| 18. Mai 2014 |                            |         |                 | Stade Marcel-Deflandre, La Rochelle |

Finale
| 25. Mai 2014 | SU Agen | 22 : 31 | Atlantique Stade Rochelais | Stade Chaban-Delmas, Bordeaux |
| 25. Mai 2014 |         |         |                            | Stade Chaban-Delmas, Bordeaux |